# 陰陽路之凶周刊
《陰陽路之凶周刊》是一部1999年香港恐怖鬼片，《陰陽路系列》第六部電影，由邱禮濤執導，古天樂、黎姿、雷宇揚、李蕙敏和羅蘭主演。

## 劇情簡介
四年前，四名《十周刊》狗仔隊記者跟踪與富豪林天正約會的模特郭兆香。其時郭兆香突然從天台墜樓身亡，正好落在他們面前，他們若無其事似的擺弄屍體，並從不同角度拍照，然後逃離現場。 其後這些照片登上了雜誌的封面故事。

警員澤Sir和他的同事正在調查其中一名當年的狗仔隊記者Bob被發現死在電梯內的狗仔隊的案件。 澤Sir調查期間看到了郭兆香的鬼魂，穿著紅色的裙子，拿著紅色的雨傘； 他認為郭兆香正試圖向他傳達一些信息。 隨著澤Sir和他的團隊發現更多指向郭兆香自殺的線索，其他三名狗仔隊均以與第一名狗仔隊相似的方式神秘死亡。

醉酒之際，澤Sir進入夢境，突然想起他在郭兆香死去的那天晚上遇見了她。 他們在屋頂上親熱時，郭兆香突然問他說如果她跳下去，他會不會跟跟著她跳下去? 澤Sir當時認為這是醉酒後的一個玩笑，敷衍地回答她，猜拳負了的先跳下去。 令他驚恐的是，郭兆香真的在他面前跳下身亡。 他立即衝下來，試圖呼救，但被一輛汽車撞倒了。 從昏迷中甦醒後，他想不起那天晚上發生了什麼——直到現在。 郭兆香的鬼魂出現在澤Sir面前，讓他想起了自己當年對她的承諾。

## 角色介紹
| 演員   | 角色       | 角色介紹                                             |
| ------ | ---------- | ---------------------------------------------------- |
| 古天樂 | 澤Sir      | 警察                                                 |
| 黎姿   | 郭兆香     | 模特兒, 女鬼                                         |
| 雷宇揚 | 中哥       | 警察                                                 |
| 黎耀祥 | 周刊總編輯 | 拾週刊總編                                           |
| 吳志雄 | Bob        | 拾週刊狗仔隊，被香鬼魂誘殺。                         |
| 敖志君 | Alan       | 拾週刊狗仔隊，發瘋脅持芬被中打死。                   |
| 李蕙敏 | 長毛       | 拾週刊狗仔隊，喝醉後向澤等人吐出真相，未幾遭香殺死。 |
| 羅蘭   | 香媽       |                                                      |
| 陳松伶 | 蓮         | 郭兆香姊姊                                           |
| 韓君婷 | 林太       | 林天正老婆                                           |
| 林依彤 | 芬         | 警察                                                 |
| 文西   | 火         | 記者                                                 |

## 外部連結
- 香港影庫上《陰陽路之凶周刊》的資料（繁體中文）
- 互联网电影数据库（IMDb）上《陰陽路之凶周刊》的资料（英文）
- 豆瓣电影上《陰陽路之凶周刊》的資料 （简体中文）